# Љубинко Ракоњац
Љубинко Ракоњац (Београд, 3. јун 1963) српски је научник и политичар. Био је посланик у Народној скупштини Србије 2016. године у оквиру политичке партије Зелени Србије.

## Биографија
Рођен је 1963. године у Београду. Дипломирао је 1988. године, магистрирао 1993 и докторирао 2002. године на Шумарском факултету у Београду. Његова докторска дисертација носила је назив „Шумска вегетација и њена станишта на пештерској равници као основа за успешно пошумљавање“.
На Шумарском институту у Београду ради од 1990. године, а директор је од 2004. У периоду од 2002. до 2004. године био је помоћник министра заштите животне средине. Ракоњац је члан неколико стручних институција, а објавио је преко сто научних радова.

## Политичка каријера
Зелени Србије такмичили су се на изборима за народне посланике Србије 2016. године, на листи коју је водила Социјалистичка партија Србије. Ракоњац је добио двадесет и пету позицију на листи и изабран је када је освојио двадесет и девет мандата. У почетку су Ракоњац и лидер странке Иван Карић били једини кандидати ЗС, изабрани 2016. године. Карић је након тога поднео оставку, а наследио га је члан Социјалистичке партије Србије, док је Ракоњац остао једини парламентарни представник странке Зелени Србије.
Члан је скупштинског одбора за заштиту животне средине; заменик члана одбора за пољопривреду, шумарство и водопривреду и одбора за образовање, науку, технолошки развој и информационо друштво; члан је и парламентарних група пријатељства са Аустријом, Белорусијом, Бугарском, Данском, Финском, Ираном, Италијом, Русијом и Словачком.